# Nick Powell
Nicholas Edward Powell (Crewe, 23 de março de 1994) é um futebolista inglês que atua como atacante. Atualmente, joga pelo Stockport County.
Iniciou no Crewe Alexandra de sua cidade natal. Estreou pelo Manchester United em 12 de setembro de 2012 contra o Wigan Athletic, marcando um dos gols. Foi emprestado ao próprio Wigan Athletic em 2013 e ao Leicester City em 2014.

## Títulos
Crewe Alexandra
- Football League Two: 2011-12

Manchester United
- Premier League: 2012-13